# Škofijska knjižnica, Ljubljana
Škofijska knjižnica je interna knjižnica Nadškofije Ljubljana in ima dve enoti: Vidmarjevo knjižnico in Škofijsko pastoralno knjižnico.

## Zgodovinski razvoj
Vidmarjevo knjižnico je leta 1875 ustanovil ljubljanski škof Jernej Vidmar, ko je po svoji odpovedi škofovanju in preselitvi v Kranj zapustil zasebno knjižnico škofijski menzi. Nahaja se v nadškofijskem dvorcu, njen fond šteje 4057 del. Večinoma gre za starejše publikacije v nemškem in latinskem jeziku, v slovenščini je samo nekaj del (npr. Dalmatinova Biblia, Krajnşka zhbeliza, Kopitarjeva Glagolita Clozianus). Knjižnica ima Czernyjev abecedni katalog in ni odprta za javnost. Leta 1951 je bila razglašena za kulturni spomenik.
Škofijska pastoralna knjižnica se danes nahaja v stavbi Alojzijevišča (Poljanska cesta). Nastala je kot priročna knjižnica povojnega verskega lista Oznanilo (1945-1952) v škofijskem dvorcu. Knjižni fond se je vzpostavil z nakupi, darovi in zapuščinami umrlih klerikov (npr. škofov G. Rožmana, A. Kalana, A. B. Jegliča, A. Vovka; duhovnikov F. S. Finžgarja, A. Stroja, J. Šolarja, V. Kragla),  in ukinjenih ustanov (npr. Zavod sv. Stanislava, Marijanišče). Knjižnica hrani nad 50.000 enot gradiva. Prevladujejo teološki, pastoralni in katehetski priročniki, verske revije ter umetnostno-zgodovinska dela.